# 원진희 (1888년)
원진희(元晉喜, 일본식 이름: 元村晋喜모토무라 신기, 1888년 4월 11일 ~ ?)는 일제강점기의 관료이다.

## 생애
함경남도 정평군 출신이다. 한일 병합 조약 체결 후 조선총독부가 토지조사 사업을 위해 설치한 총독부 임시토지조사국에 1911년 임시직원으로 채용되면서 관계에 들어섰다.
이후 정식 직원으로 임용되어 임시토지조사국 서기를 맡았고, 1917년에 함경남도 함흥군의 군서기로 이동하였다. 이원군 서무주임과 함경남도 내무부 지방과 근무를 거쳐 1930년에는 총독부 군수로 승진했다.
1930년부터 일제 강점기 말기까지 함경남도 장진군과 갑산군, 충청남도 부여군과 예산군 군수를 차례로 지냈다. 예산군수이던 1942년을 기준으로 정6위 훈5등에 서위되어 있었다.
갑산군수로 재직 중이던 1935년에 총독부가 편찬한 《조선공로자명감》에는 조선인 공로자 353명 중 한 명으로 수록되어 있다. 같은 해 총독부가 시정 25주년을 기념하여 표창한 표창자 명단에도 포함되었다.
2008년 발표된 민족문제연구소의 친일인명사전 수록예정자 명단 중 관료 부문, 2009년 친일반민족행위진상규명위원회가 발표한 친일반민족행위 705인 명단에 포함되었다.

## 참고자료
- 원진희(元晉喜) - 국사편찬위원회